# Lilla Mörtaren
Lilla Mörtaren är en sjö i Fagersta kommun i Västmanland och ingår i Norrströms huvudavrinningsområde. Sjön är 6,2 meter djup, har en yta på 0,03 kvadratkilometer och är belägen 110 meter över havet.